# Mường Toong
Mường Toong là một xã thuộc huyện Mường Nhé, tỉnh Điện Biên, Việt Nam.

## Địa lý
Xã Mường Toong nằm ở trung tâm của huyện Mường Nhé, có vị trí địa lý:
- Phía đông và phía bắc giáp tỉnh Lai Châu
- Phía tây giáp xã Mường Nhé và xã Nậm Vì
- Phía nam giáp xã Huổi Lếch và xã Nậm Kè.

Xã Mường Toong có diện tích 113,58 km², dân số năm 2022 là 7.028 người, mật độ dân số đạt 61 người/km².

## Lịch sử
Ngày 14 tháng 1 năm 2002, Chính phủ ban hành Nghị định số 08/2002/NĐ-CP về việc chuyển xã Mường Toong thuộc huyện Mường Tè về huyện Mường Nhé mới thành lập quản lý.
Ngày 26 tháng 11 năm 2003, Quốc hội ban hành Nghị quyết số 22/2003/QH11 về việc chuyển xã Mường Toong thuộc huyện Mường Nhé, tỉnh Lai Châu về tỉnh Điện Biên mới thành lập quản lý.
Ngày 21 tháng 3 năm 2006, Chính phủ ban hành Nghị định số 27/2006/NĐ-CP về việc:
- Thành lập xã Quảng Lâm trên cơ sở 23.512,44 ha diện tích tự nhiên và 3.093 nhân khẩu của xã Mường Toong.
- Thành lập xã Nậm Kè trên cơ sở 22.313,78 ha diện tích tự nhiên và 4.296 nhân khẩu của xã Mường Toong.

Sau khi điều chỉnh địa giới hành chính, xã Mường Toong còn lại 23.177,78 ha diện tích tự nhiên và 3.599 nhân khẩu.
Ngày 25 tháng 8 năm 2012, Chính phủ ban hành Nghị quyết số 45/NQ-CP về việc thành lập xã Huổi Lếch trên cơ sở điều chỉnh 11.698,63 ha diện tích tự nhiên và 1.995 nhân khẩu của xã Mường Toong.
Sau khi điều chỉnh địa giới hành chính, xã Mường Toong còn lại 11.495,63 ha diện tích tự nhiên và 3.998 nhân khẩu.
Ngày 6 tháng 9 năm 2012, UBND tỉnh Điện Biên ban hành Quyết định số 819/QĐ-UBND về việc:
- Thành lập bản Mường Toong 3 trên cơ sở một phần của bản Mường Toong 1.
- Thành lập bản Nậm Pan 3 trên cơ sở một phần bản Nậm Pan 1.

Ngày 6 tháng 12 năm 2019, HĐND tỉnh Điện Biên ban hành Nghị quyết số 148/NQ-HĐND về việc:
- Thành lập bản Đoàn Kết trên cơ sở bản Mường Toong 8 và bản Mường Toong 9.
- Thành lập bản Huổi Lanh trên cơ sở 3 bản: Mường Toong 4, Mường Toong 5 và Mường Toong 10.
- Thành lập bản Nậm Pan trên cơ sở bản Nậm Pan 1 và bản Nậm Pan 3.

Ngày 27 tháng 4 năm 2021, UBND tỉnh Điện Biên ban hành Nghị quyết số 219/NQ-HĐND về việc thành lập bản Mường Toong 6 và bản Mường Toong 7.